# VICTORY
VICTORY (англ. Vehicular Integration of C4ISR/EW InTerOpeRabilitY) — відкрита архітектура бойових транспортних засобів США, що стандартизована на національному рівні.
В основі архітектури VICTORY лежить використання на борту транспортної платформи розгалуженої цифрової мережі передачі даних, до якої підключені усі системи машини через спеціальні інтерфейсні шлюзи. В цьому сенсі дана архітектура має багато спільного з стандартизованою в НАТО архітектурою транспортних засобів NGVA. Однак архітектура VICTORY несумісна з NGVA за типом з'єднань, програмним забезпеченням та ін. параметрами. Це створює певні проблеми взаємосумісності транспортних засобів в НАТО.

## Приклади реалізації
Прикладами реалізації різних версій VICTORY є броньовані військові автомобілі MRAP, Oshkosh L-ATV (JLTV).

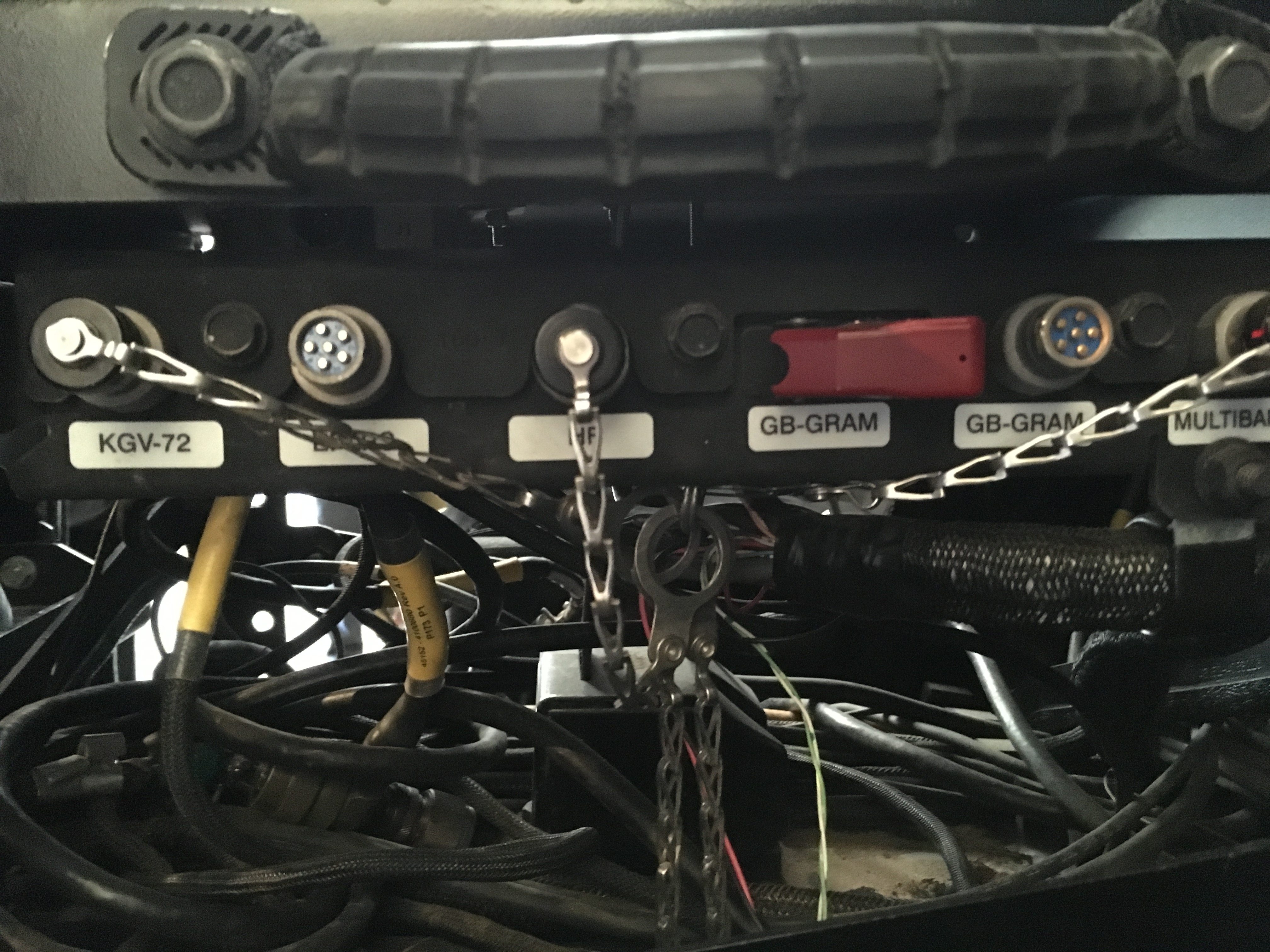
Комплект рознімань бортової архітектури VICTORY в машині Oshkosh L-ATV

### Особливості VICTORY у складіOshkosh L-ATV
До складу бортової архітектури Oshkosh L-ATV, зокрема, входять смарт-дисплеї водія та командира, до яких за потреби підключають USB-клавіатуру та флеш-карти. При цьому використовується бортове живлення постійною напругою 12 В та 24 В.
До бортової мережі передачі даних підключені також пристрій криптозахисту KGV-72, термінали мережі MANET EPLRS (Enhanced Position Location Reporting System, швидкість передачі даних 2 Мб/с), супутникової навігаційної системи GB-GRAM (Ground-Based GPS Receiver Application Module), багатодіапазонного радіо. Зазначені пристрої мають однакові 6-контактні рознімання. Передбачене автоматичне розгортання усіх антен за командою з пульта.
Бортова архітектура Oshkosh L-ATV може мати у своєму складі дистанційно керований бойовий модуль.

## Галерея

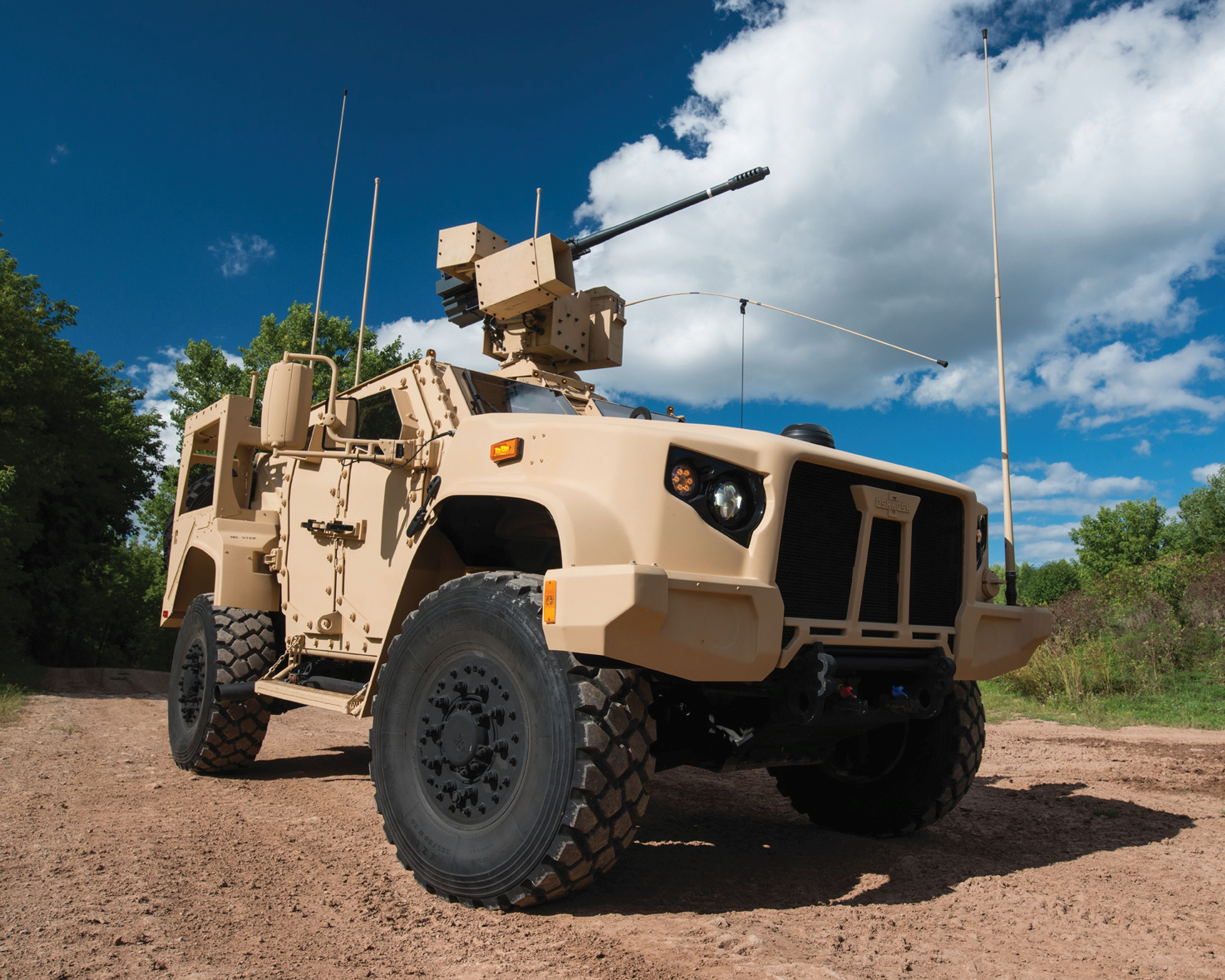
Тактичний бойовий варіант Oshkosh L-ATV з дистанційно керованим модулем
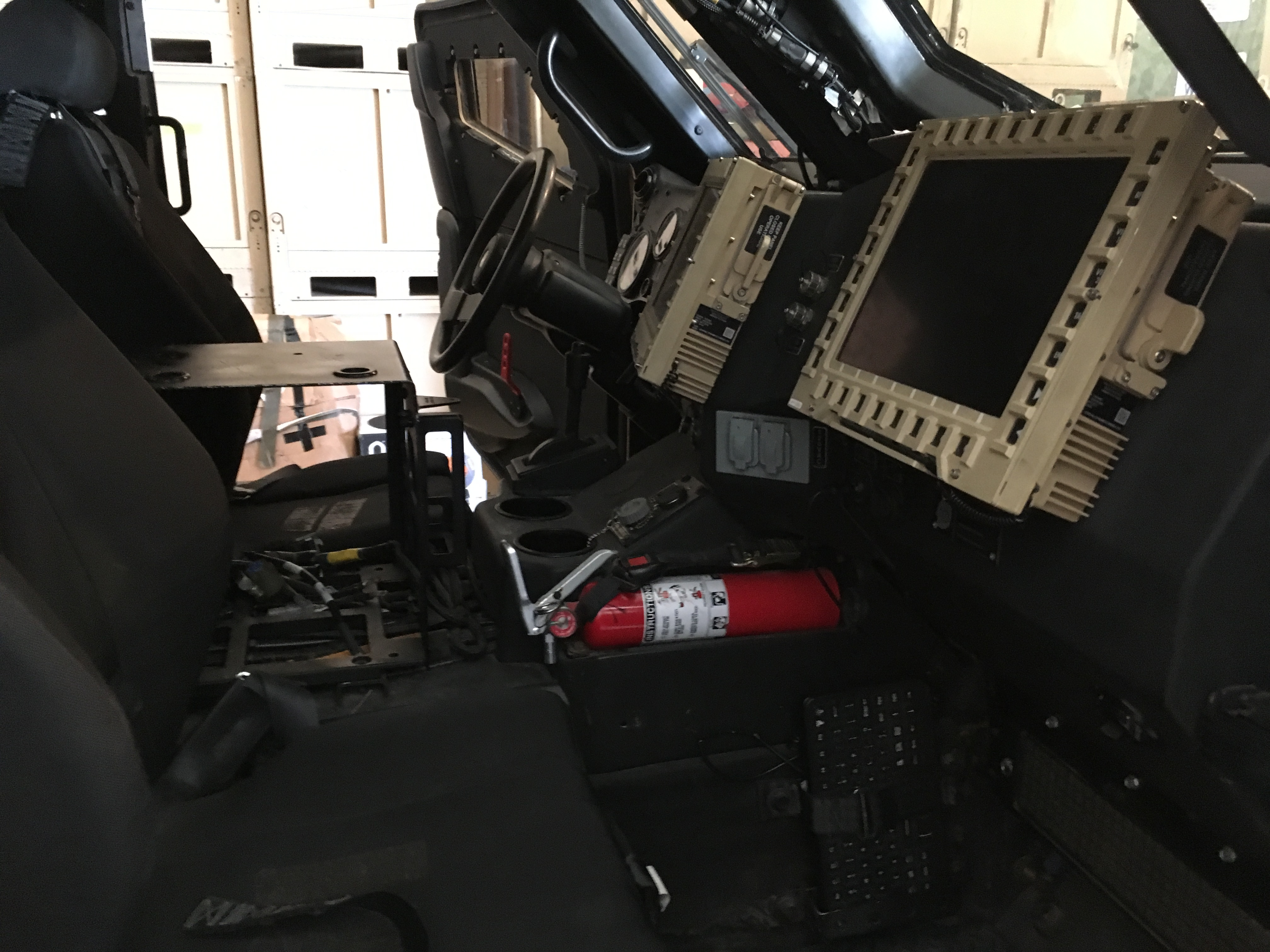
Дісплеї водія та командира на борту Oshkosh L-ATV
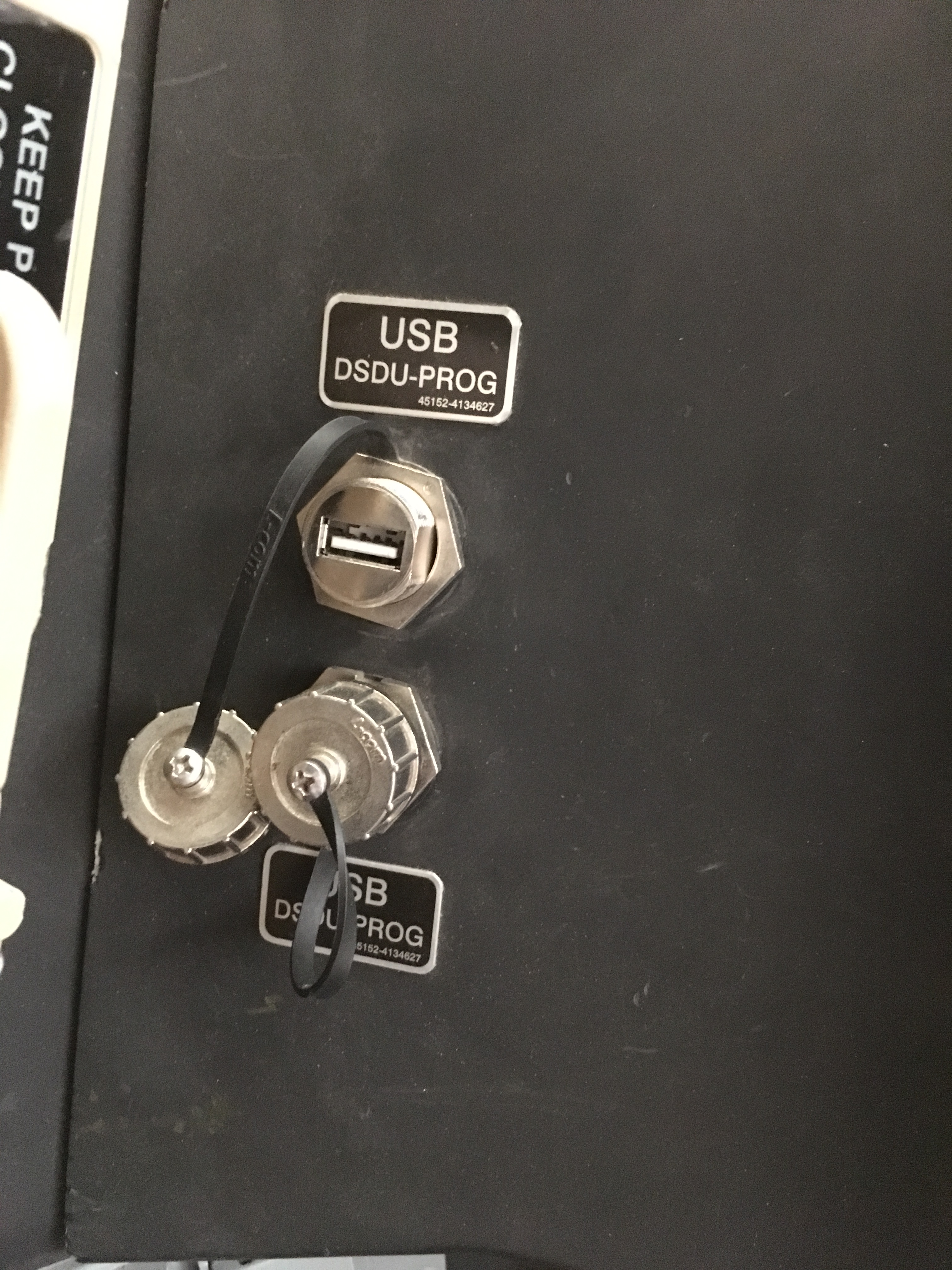
USB-рознімання VICTORY на борту Oshkosh L-ATV